# Bolaffi Arte
Bolaffi Arte o Bolaffiarte o ancora BOLAFFIARTE è stata una rivista italiana d'arte, nata dall'iniziativa congiunta di Giulio Bolaffi Editore e Mondadori. L'apporto della grande esperienza editoriale di Mondadori fu molto importante per il successo della rivista. L'obiettivo della rivista era fornire diverse informazioni sul mondo dell'arte, visite agli atelier degli artisti, alle gallerie, alle collezioni private e pubbliche ed ai musei. Nel primo numero della rivista De Chirico ospita Bolaffi Arte, Giuseppe Panza di Biumo apre le porte della villa lombarda, e i lettori poterono ammirare Rauschemberg, Rothko, Kline, Morris e tanti altri artisti. 
Una delle idee più innovative della rivista era di illustrare la copertina con opere di artisti dell'epoca, per la maggior parte già noti e famosi e da giovani promettenti che avevano il potenziale per diventare, in futuro, grandi maestri.